# والمالا (پیمونت)
والمالا (به ایتالیایی: Valmala) یک کومونه در ایتالیا است که در استان کونیو واقع شده‌است.

## خصوصیات
والمالا ۱۱٫۰ کیلومتر مربع مساحت و ۶۱ نفر جمعیت دارد.